# Mausoleopsis quadrimaculata
Mausoleopsis quadrimaculata är en skalbaggsart som beskrevs av Ernst Gustav Kraatz 1899. Mausoleopsis quadrimaculata ingår i släktet Mausoleopsis och familjen Cetoniidae. Inga underarter finns listade i Catalogue of Life.